# Промышленный реактор
Промышленные (оружейные, изотопные, военные) реакторы - используются для наработки изотопов, применяющихся в различных областях (оружие, медицина, промышленность). Наиболее широко используются для производства ядерных оружейных материалов. К промышленным реакторам также относят реакторы, специально предназначенные для наработки трития - компонента термоядерного оружия.
Реакторы, которые в качестве побочного результата могут отапливать жилье, опреснять воду или вырабатывать электроэнергию, называются двухцелевыми. В США промышленные реакторы использовались только по одному назначению.

## Функционирование
Чтобы получать плутоний в достаточном количестве, нужны интенсивные нейтронные потоки. В принципе, любой атомный реактор является источником нейтронов, но для промышленного производства плутония используется специально разработанный для этого. К военным реакторам предъявляются такие требования, как:
- большой коэффициент воспроизводства делящегося материала;
- высокая энерго-напряжённость (плотность энергии на объем реакторной зоны);
- короткое время удвоения плутония. Наработка оружейных радионуклидов и расширенное воспроизводство топлива проводится на реакторах-конверторах и реакторах-размножителях.

Исторически первыми промышленными реакторами -наработчиками плутония - были канальные реакторы на тепловых нейтронах с графитовым замедлителем и прямым проточным водным охлаждением (сокращённо ПУГР - промышленный урано-графитовый реактор).
Первые версии реакторов были уран-графитовые и имели проточное охлаждение, которое со временем на новых реакторах изменили на закрытое (в СССР с реактора АДЭ-3, 1961 год).

## Промышленные реакторы
Первым в мире промышленным реактором по производству плутония был уран-графитовый реактор В в Хэнфорде (США) на тепловых нейтронах. Заработал он 26 сентября 1944, мощность — 250 МВт, производительность — 6 кг плутония в месяц. Он содержал около 200 тонн металлического природного урана, 1200 тонн графита и охлаждался водой со скоростью 5 кубометров/мин, содержал 2002 канала расположенных горизонтально. На этом реакторе был наработан плутоний-239 для бомбы «Толстяк», сброшенной на г. Нагасаки. Остановлен в феврале 1968.

### Легководные реакторы
Реакторы США
| Реактор | Начало работы | Окончание работы | Местоположение |
| ------- | ------------- | ---------------- | -------------- |
| B       | сентябрь 1944 | февраль 1968     | Ханфорд        |
| D       | декабрь 1944  | июнь 1967        | Ханфорд        |
| F       | февраль 1945  | июнь 1965        | Ханфорд        |
| H       | октябрь 1949  | апрель 1965      | Ханфорд        |
| DR      | октябрь 1950  | декабрь 1954     | Ханфорд        |
| C       | ноябрь 1952   | апрель 1969      | Ханфорд        |
| KW      | январь 1955   | февраль 1970     | Ханфорд        |
| KE      | апрель 1955   | январь 1971      | Ханфорд        |
| N       | декабрь 1963  | январь 1987      | Ханфорд        |
| R       | декабрь 1953  | июнь 1964        | Саванна Ривер  |
| P       | февраль 1954  | август 1988      | Саванна Ривер  |
| K       | октябрь 1954  | июль 1992        | Саванна Ривер  |
| L       | июль 1954     | июнь 1988        | Саванна Ривер  |
| C       | март 1955     | июнь 1988        | Саванна Ривер  |

Реакторы СССР/России
В СССР первый промышленный реактор А-1 («Аннушка») мощностью 100 МВт пущен 19.05.1948 в Челябинске-40
| Реактор              | Начало работы | Окончание работы | Мощность  | Заготовлено, тонн | Местоположение       |
| -------------------- | ------------- | ---------------- | --------- | ----------------- | -------------------- |
| А (А-1)              | 1948          | 1987             | 100/900   | 6,5               | ПО «Маяк», г. Озерск |
| АИ*                  | 1951          | 1987             | 50/500    | 3,4               | ПО «Маяк», г. Озерск |
| АВ-1                 | 1950          | 1989             | 300/1200  | 8,9               | ПО «Маяк», г. Озерск |
| АВ-2                 | 1951          | 1990             | 300/1200  | 9,0               | ПО «Маяк», г. Озерск |
| АВ-3                 | 1952          | 1991             | 300/1200  | 6,3               | ПО «Маяк», г. Озерск |
| АД                   | 1958          | 1992             | 1600/1900 | 13,5              | ГХК, г. Железногорск |
| АДЭ-1                | 1961          | 1992             | 1600/1900 | 12,3              | ГХК, г. Железногорск |
| АДЭ-2                | 1964          | 2010             | 1600/1900 | 18,2              | ГХК, г. Железногорск |
| И-1                  | 1955          | 1989             | 600/1200  | 8,5               | СХК, г. Северск      |
| ЭИ-2 (реактор) (И-2) | 1958          | 1990             | 600/1200  | 8,2               | СХК, г. Северск      |
| АДЭ-3                | 1961          | 1992             | 1600/1900 | 11,9              | СХК, г. Северск      |
| АДЭ-4                | 1964          | 2008             | 1600/1900 | 17,7              | СХК, г. Северск      |
| АДЭ-5                | 1965          | 2008             | 1600/1900 | 17,1              | СХК, г. Северск      |

* АИ — реактор «А изотопный», модифицирован для получения трития для Термояд. бомбы («слойка» Сахарова) РДС-6.

### Тяжеловодные реакторы
Реакторы СССР/России
| Реактор       | Начало работы   | Окончание работы |
| ------------- | --------------- | ---------------- |
| ОК-180        | 17 октября 1951 | 03 марта 1966    |
| ОК-190        | 27 декабря 1955 | 08 октября 1965  |
| ОК-190М       | -- апрель 1966  | 16 апреля 1986   |
| ИРЖАН (ЛФ-2)* | 30 декабря 1987 | в работе         |

*Л-Ф2 — «легкий», на «трубах Фильда», «модификация вторая».
Реактор ОК-190М уже позволял кроме плутония получать различные радиоактивные изотопы, используемые в народном хозяйстве и идущие на экспорт.

### ВОДО-ВОДЯНЫЕ РЕАКТОРЫ
Реакторы СССР/России
Реактор «Руслан» используется для наработки трития и изотопов с 18 июня 1979 г. Был спроектирован и сооружен как альтернатива тяжеловодным реакторам.

### Реакторы на быстрых нейтронах
Реакторы СССР/России
| Реактор                                         | Начало работы | Окончание работы | Мощность, Мв |
| ----------------------------------------------- | ------------- | ---------------- | ------------ |
| БР-2                                            | 1956          | 1957             | 2            |
| БР-5 (реактор)                                  | 1959          | 1973             | 5            |
| БР-10 (БР-5 (реактор) после реконструкции) фото | 1973          | 2002             | 10           |
| БОР-60                                          | 1969          | работает         | (12) 60      |
| МБИР                                            | строится      |                  | 150          |

### Тритий
В России помимо реактора АИ тритий нарабатывали на реакторе АВ-3, а затем на тяжеловодных реакторах (реактор ОК-180, Тамара и др.) и на реакторе Руслан.
В США тритий сначала нарабатывали на уран-графитовых реакторах в Ханфорде, но затем перешли на тяжеловодные реакторы.